# Rorbach-lès-Dieuze
Pour les articles homonymes, voir Rohrbach.
Rorbach-lès-Dieuze est une commune française située dans le département de la Moselle, en région Grand Est.

## Géographie
La commune fait partie du parc naturel régional de Lorraine.

### Accès

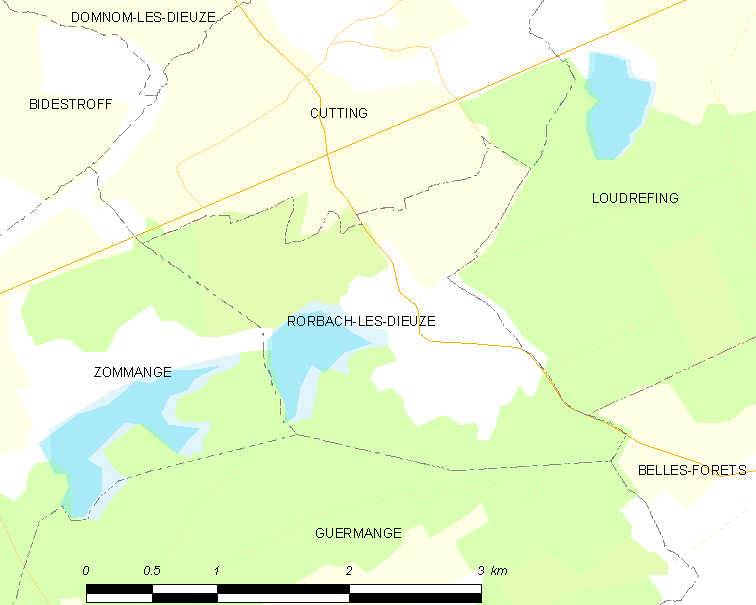
Carte de la commune.
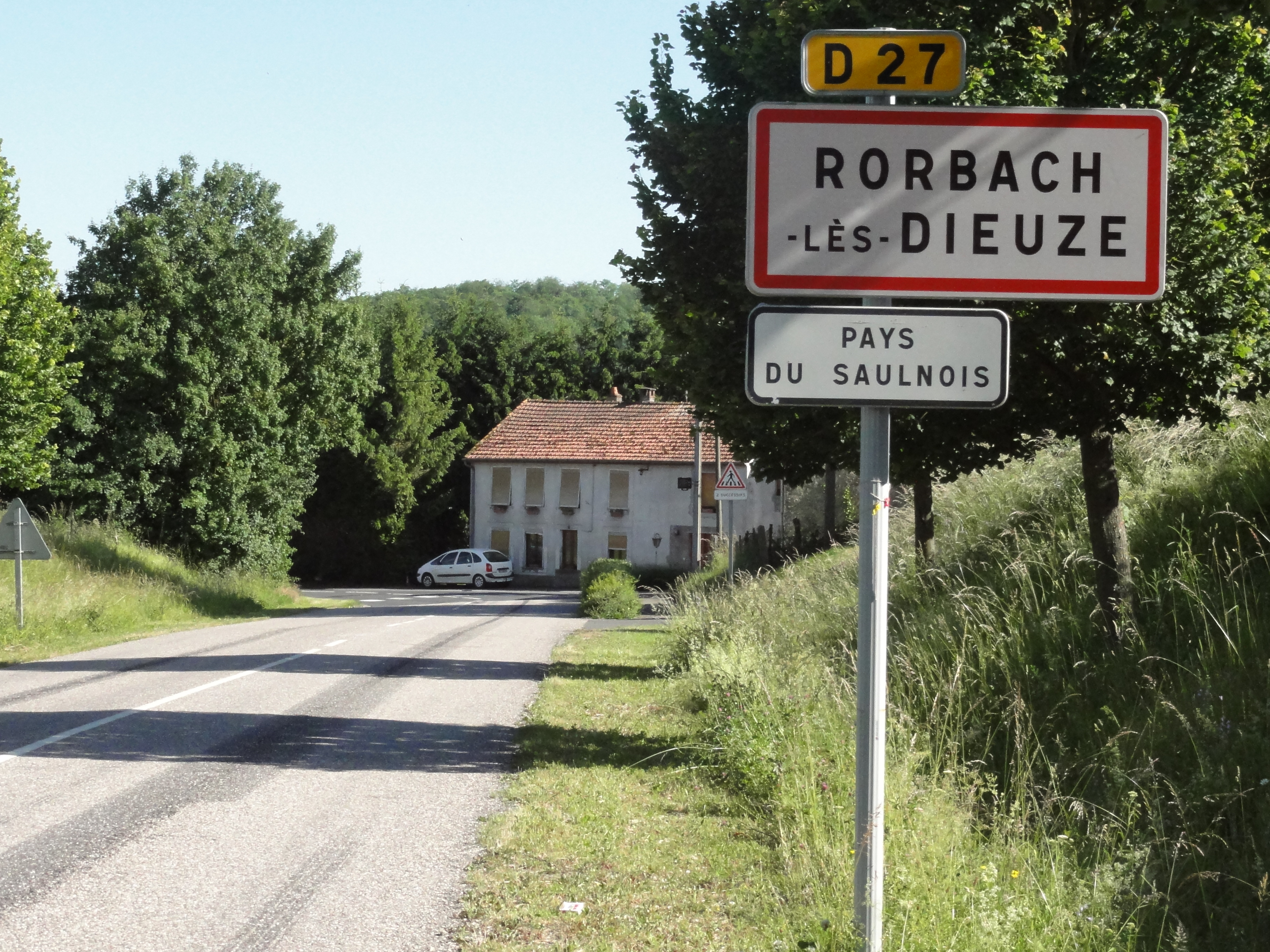
Entrée du bourg.
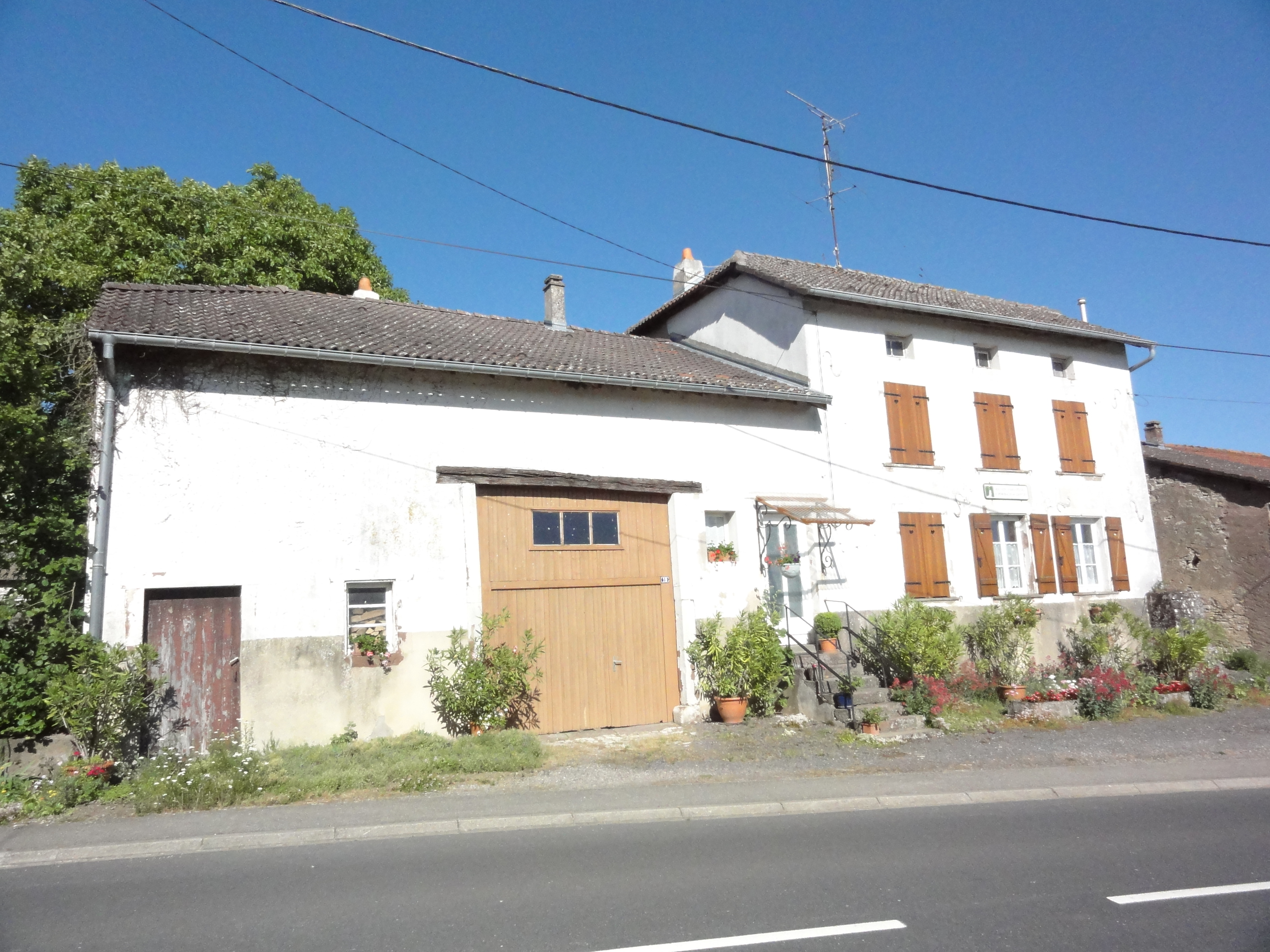
Maison forestière.
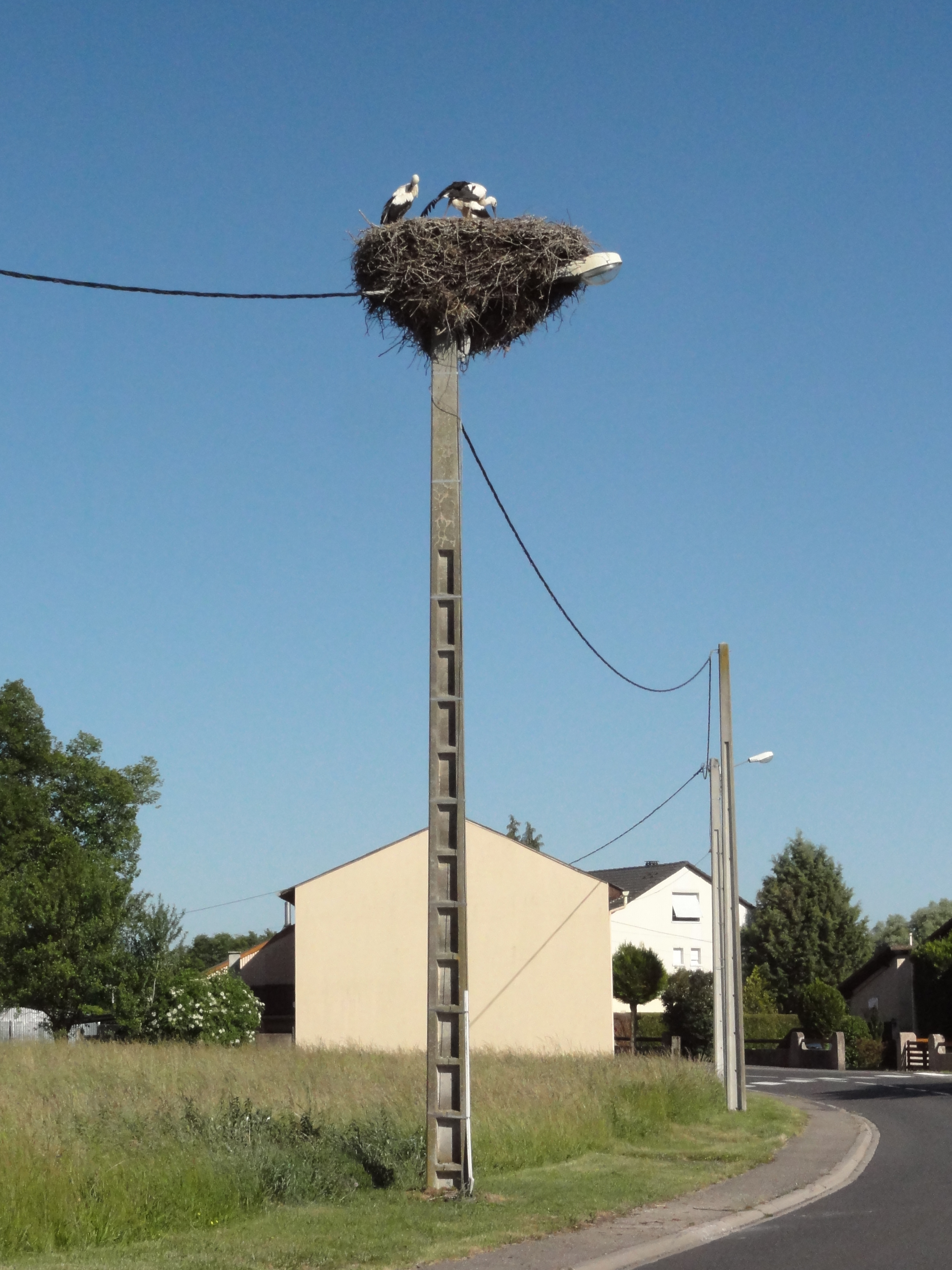
Nid de cigognes.

### Communes limitrophes
|          | Cutting            |               |
| Zommange | Rorbach-lès-Dieuze | Loudrefing    |
|          | Guermange          | Belles-Forêts |

### Hydrographie
La commune est située dans le bassin versant du Rhin au sein du bassin Rhin-Meuse. Elle est drainée par le ruisseau le Speck.

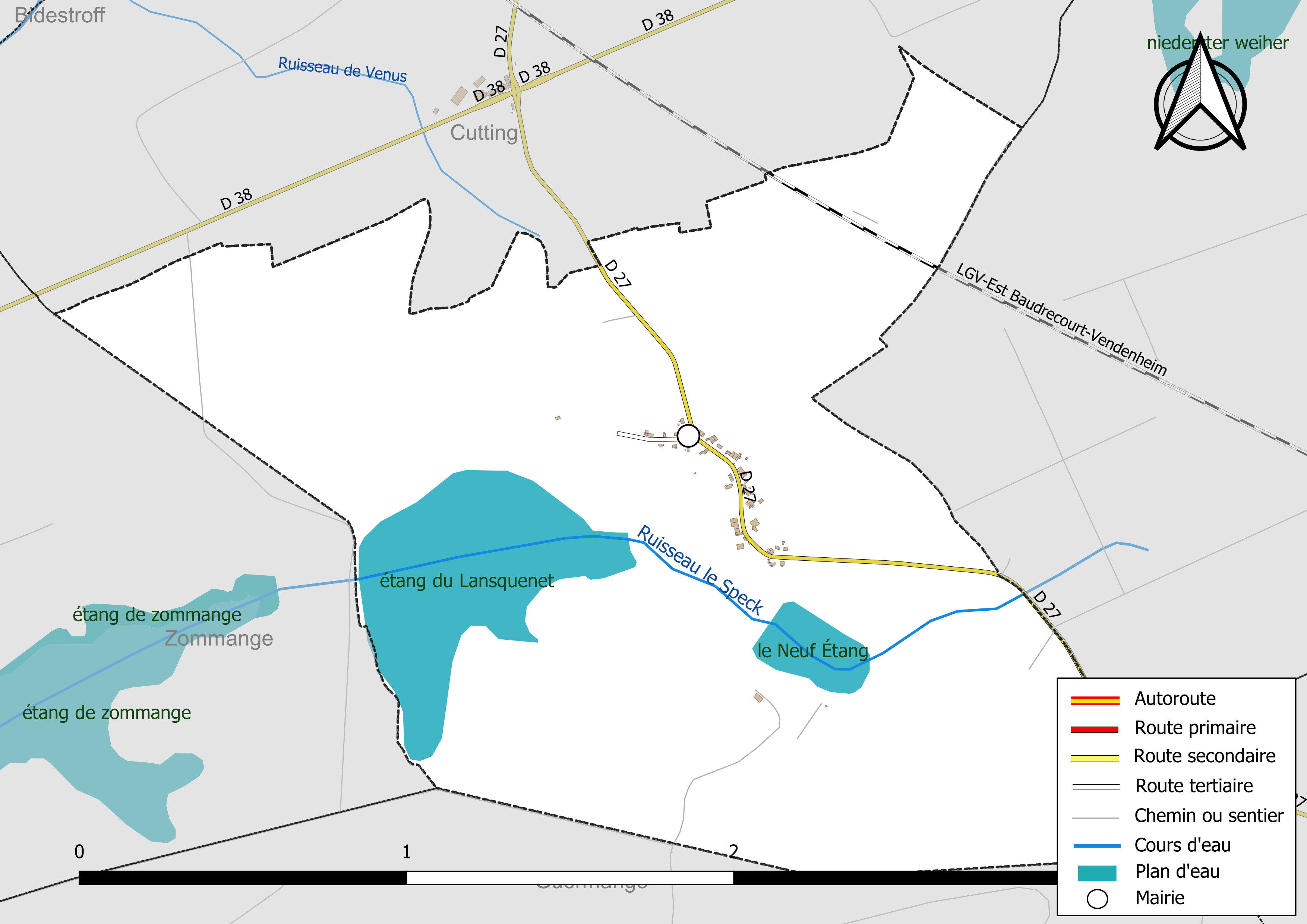
Réseaux hydrographique et routier de Rorbach-lès-Dieuze.

### Climat
Pour des articles plus généraux, voir Climat du Grand Est et Climat de la Moselle.
En 2010, le climat de la commune est de type climat des marges montargnardes, selon une étude du Centre national de la recherche scientifique s'appuyant sur une série de données couvrant la période 1971-2000. En 2020, Météo-France publie une typologie des climats de la France métropolitaine dans laquelle la commune est exposée à un climat semi-continental et est dans la région climatique  Vosges, caractérisée par une pluviométrie très élevée (1 500 à 2 000 mm/an) en toutes saisons et un hiver rude (moins de 1 °C). 
Pour la période 1971-2000, la température annuelle moyenne est de 9,9 °C, avec une amplitude thermique annuelle de 16,9 °C. Le cumul annuel moyen de précipitations est de 896 mm, avec 12,2 jours de précipitations en janvier et 9,4 jours en juillet. Pour la période 1991-2020, la température moyenne annuelle observée sur la station météorologique de Météo-France la plus proche, « Rodalbe », sur la commune de Rodalbe à 13 km à vol d'oiseau, est de 10,6 °C et le cumul annuel moyen de précipitations est de 737,2 mm. 
La température maximale relevée sur cette station est de 38,7 °C, atteinte le 24 juillet 2019 ; la température minimale est de −18,1 °C, atteinte le 26 décembre 2010,,. 
Les paramètres climatiques de la commune ont été estimés pour le milieu du siècle (2041-2070) selon différents scénarios d'émission de gaz à effet de serre à partir des nouvelles projections climatiques de référence DRIAS-2020. Ils sont consultables sur un site dédié publié par Météo-France en novembre 2022.

## Urbanisme

### Typologie
Au 1er janvier 2024, Rorbach-lès-Dieuze est catégorisée commune rurale à habitat très dispersé, selon la nouvelle grille communale de densité à sept niveaux définie par l'Insee en 2022.
Elle est située hors unité urbaine. Par ailleurs la commune fait partie de l'aire d'attraction de Sarrebourg, dont elle est une commune de la couronne,. Cette aire, qui regroupe 87 communes, est catégorisée dans les aires de 50 000 à moins de 200 000 habitants,.

### Occupation des sols
L'occupation des sols de la commune, telle qu'elle ressort de la base de données européenne d’occupation biophysique des sols Corine Land Cover (CLC), est marquée par l'importance des forêts et milieux semi-naturels (48,3 % en 2018), une proportion identique à celle de 1990 (48,3 %). La répartition détaillée en 2018 est la suivante : 
forêts (48,3 %), prairies (21,1 %), terres arables (13,5 %), eaux continentales (9,6 %), zones agricoles hétérogènes (6,1 %), zones industrielles ou commerciales et réseaux de communication (1,5 %). L'évolution de l’occupation des sols de la commune et de ses infrastructures peut être observée sur les différentes représentations cartographiques du territoire : la carte de Cassini (XVIIIe siècle), la carte d'état-major (1820-1866) et les cartes ou photos aériennes de l'IGN pour la période actuelle (1950 à aujourd'hui).

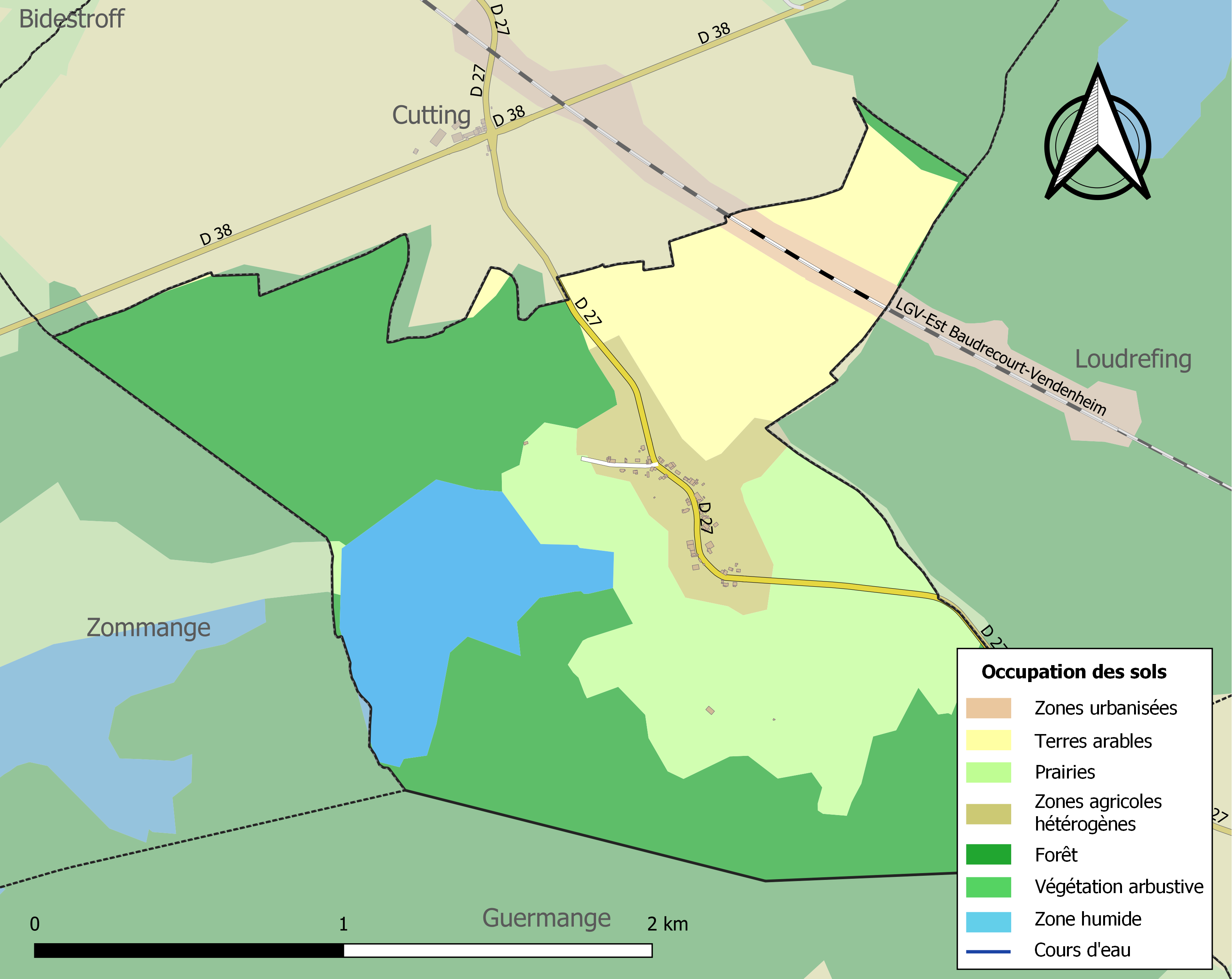
Carte des infrastructures et de l'occupation des sols de la commune en 2018 (CLC).

## Toponymie
- Rorbach in comitatu Saraburg (966), Rorebach (1327), Rorbach alias Hetrorbach (1594), Rhorbach (1779), Robach (1793).

## Histoire
- Ancienne possession de l'abbaye de Vergaville en 966.
- Fief dans la seigneurie lorraine de Dieuze.
- Bataille de Rorbach, le 17 aout 1914 :

Lecture et analyse des différents livres de route des unités ayant participé à l'opération.
À 17 h 30, une violente canonnade se fait entendre dans le secteur de Rorbach. À la suite d'un compte rendu reçu à 18 h 45 à la 31e DI en provenance du chef de corps du 96e RI qui commande le détachement composé de deux bataillons du même régiment, d'une compagnie du génie 16/1 et d'un escadron du 1er hussard, les éléments de la 31e DI qui occupent Bisping sont mis en alerte. Lors du débouché de la tête de la colonne du bois de la grande forêt, les unités sont prises sont le feu d'une canonnade. Le clairon sonne alors l'assaut et à 18 h 30 la crête dominant Rorbach en face de Cutting est gagnée. Un premier arrêt est alors ordonné, car l'ennemi peu nombreux a fui derrière la deuxième crête. Aux coups de fusil de l'infanterie française répond le canon allemand qui provoque de lourdes pertes. L'ordre est donné de se porter en arrière du village et d'un regroupement par unité pour lancer un nouvel assaut. À 19 h la canonnade s'arrête, aucune troupe n'est intervenue. Le 96e RI a dû stopper son débouché de Rorbach sur le canal des Salines. Dans cette opération, le 96e RI aura un officier tué, 4 blessés et 8 hommes de troupe tués et 80 blessés. Le 1e Hussard aura lui 1 tué (le cavalier Barascut) et 2 blessés : le cavalier Parebosch et un plus grièvement le brigadier Marmier qui décédera de ses blessures à l'hôpital de Dijon. La compagnie du génie 16/1 a 1 tué (le sapeur Taucon) et 4 blessés dont le commandant de la compagnie : le capitaine Becque blessé par un éclat d'obus et qui sera évacué le lendemain sur l'hôpital de Lunéville ainsi que les deux sapeurs Courbes et Delrieu tandis que l'adjudant Sigayret blessé légèrement va pouvoir continuer son service.

## Politique et administration
| Période                                  | Période  | Identité       | Étiquette | Qualité |
| ---------------------------------------- | -------- | -------------- | --------- | ------- |
| mars 1995                                | 1997     | Roger Bouche   |           |         |
| 1997                                     | En cours | Étienne Bouche |           |         |
| Les données manquantes sont à compléter. |          |                |           |         |

## Démographie
L'évolution du nombre d'habitants est connue à travers les recensements de la population effectués dans la commune depuis 1793. Pour les communes de moins de 10 000 habitants, une enquête de recensement portant sur toute la population est réalisée tous les cinq ans, les populations de référence des années intermédiaires étant quant à elles estimées par interpolation ou extrapolation. Pour la commune, le premier recensement exhaustif entrant dans le cadre du nouveau dispositif a été réalisé en 2007.

En 2022, la commune comptait 48 habitants, en évolution de −11,11 % par rapport à 2016 (Moselle : +0,52 %, France hors Mayotte : +2,11 %).
| 1793 | 1800 | 1806 | 1821 | 1831 | 1836 | 1841 | 1846 | 1851 |
| ---- | ---- | ---- | ---- | ---- | ---- | ---- | ---- | ---- |
| 108  | 138  | 150  | 177  | 206  | 219  | 191  | 191  | 208  |

| 1856 | 1861 | 1871 | 1875 | 1880 | 1885 | 1890 | 1895 | 1900 |
| ---- | ---- | ---- | ---- | ---- | ---- | ---- | ---- | ---- |
| 182  | 171  | 176  | 157  | 154  | 149  | 126  | 142  | 106  |

| 1905 | 1910 | 1921 | 1926 | 1931 | 1936 | 1946 | 1954 | 1962 |
| ---- | ---- | ---- | ---- | ---- | ---- | ---- | ---- | ---- |
| 98   | 83   | 64   | 64   | 51   | 57   | 56   | 62   | 61   |

| 1968 | 1975 | 1982 | 1990 | 1999 | 2006 | 2007 | 2012 | 2017 |
| ---- | ---- | ---- | ---- | ---- | ---- | ---- | ---- | ---- |
| 41   | 50   | 57   | 50   | 49   | 53   | 54   | 60   | 51   |

| 2022 | - | - | - | - | - | - | - | - |
| ---- | - | - | - | - | - | - | - | - |
| 48   | - | - | - | - | - | - | - | - |

## Culture locale et patrimoine

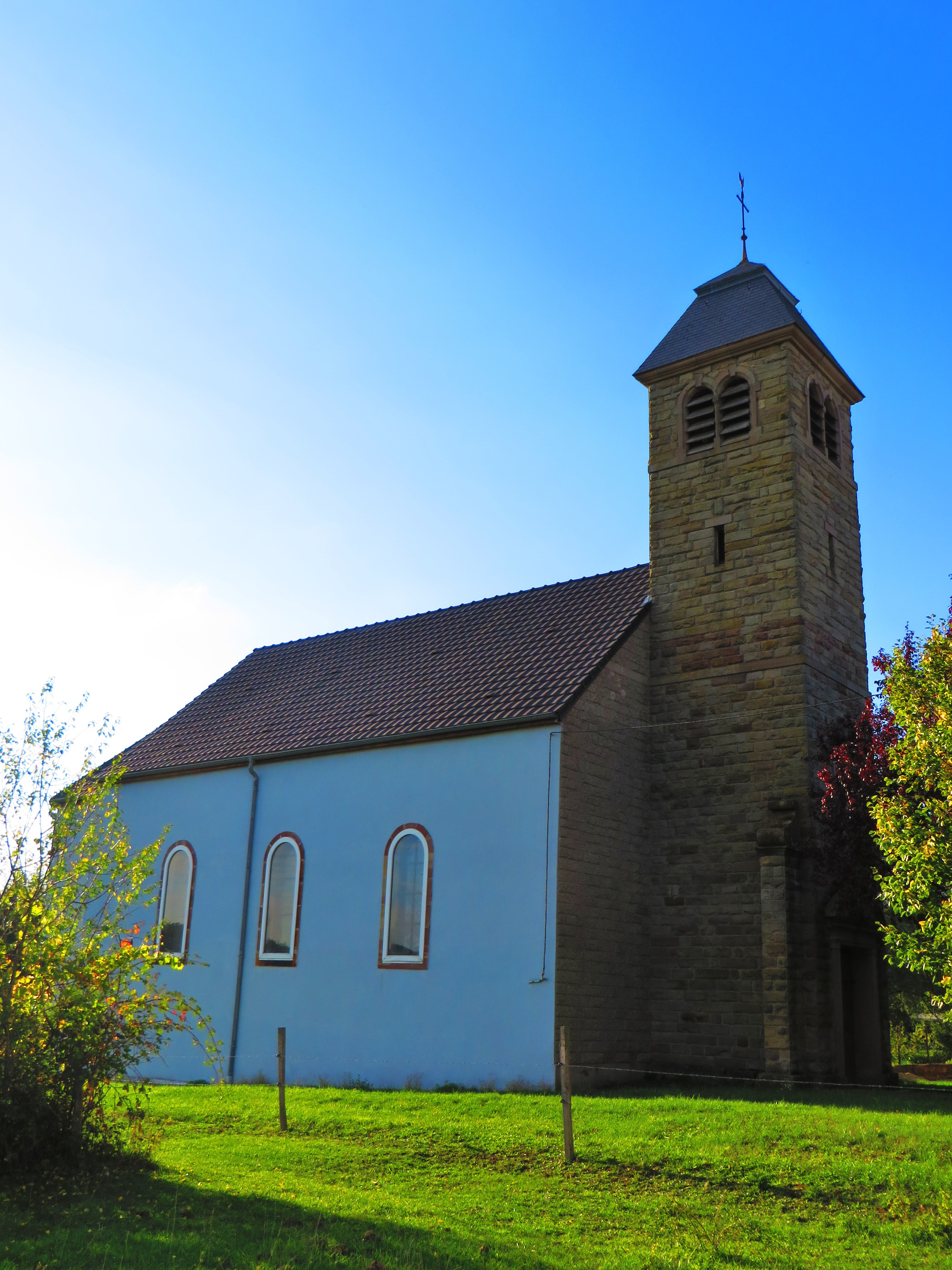
L'église Saint-Jean-Baptiste.

### Lieux et monuments
- Maisons anciennes à colombage.
- Église Saint-Jean-Baptiste 1859 : clocher 1907 ; chaire XVIIIe siècle.

### Héraldique
| Blason de Rorbach-lès-Dieuze | Blason  | De gueules à trois bandes courbées d'argent, un roseau de sinople brochant sur le tout. |
| Blason de Rorbach-lès-Dieuze | Détails | Le statut officiel du blason reste à déterminer.                                        |